# Веселотернувате
Веселотернува́те — село в Україні, у Вільнянській міській громаді Запорізького району Запорізької області. До 2020 орган місцевого самоврядування — Вільнянська міська рада.
Площа села — 38,8 га. Кількість дворів — 9, кількість населення на 1 січня 2007 року — 15 осіб.

## Географія
Село Веселотернувате розташоване на відстані 1,5 км від сіл Гнаровське, Новотроїцьке і Вишняки.
Село розташоване за 16 км від центру громади, за 35 км від обласного центру.
Найближча залізнична станція — Вільнянськ — розташована за 16 км від села.

## Історія
Cело Веселотернувате Любимівської сільської ради Запорізького округу засноване в 1921 р.
Назва відтопонімічна (за назвою села Тернівка). Інша версія назва походить від балки, у верхів'ях якої розташоване село. Народна назва села Буркуни, тому що на цій території були хащі сорняків (буркунів, буряків). У джерелах зустрічається народна назва хутора 1920-х років — Буркунівський. 
В 1932-1933 селяни пережили сталінський геноцид.
У довідниках «Довідник по населених пунктах Запорізької округи», Запоріжжя, 1928, «Українська РСР. Адміністративно-територіальний поділ», Київ, 1947, значиться хутір Весело-Терноватий (Весело-Тернуватий) Новотроїцької сільської ради Софіївського (з 1944 р. Червоноармійського) району сучасної Запорізької області. 
У довіднику «Довідник адміністративно-територіального Запорізької області», Запоріжжя, 1961, значиться село Веселе-Тернувате Любимівської сільської ради Червоноармійського (з 1966 р. Вільнянського) сучасного Запорізького району Запорізької області.
День села досі відзначається 2 жовтня.
12 червня 2020 року, відповідно до Розпорядження Кабінету Міністрів України від № 713-р «Про визначення адміністративних центрів та затвердження територій територіальних громад Запорізької області», увійшло до складу Вільнянської міської громади.
19 липня 2020 року, в результаті адміністративно-територіальної реформи та ліквідації Вільнянського району, село увійшло до складу новоутвореного Запорізького району.

## Пам'ятки
На громадянському кладовищі розташована братська могила вояків Червоної Армії.